# サベージのオールドフィールド包囲戦
サベージのオールドフィールド包囲戦（英: Siege of Savage's Old Fields、またはナインティシックスの第一次包囲戦、英: First Siege of Ninety Six）は、アメリカ独立戦争初期の1775年11月19日から21日に、サウスカロライナ植民地の田園部にあるナインティシックスの町でおきた、愛国者部隊とロイヤリスト部隊の対決である。独立戦争中のサウスカロライナで起きた最初の大きな衝突であり、それ以前には植民地内にある幾つかの軍事施設が無血で占領されていただけだった。アンドリュー・ウィリアムソン少佐が指揮していた愛国者部隊は、チェロキー族インディアンに届けることを意図された火薬と銃弾の積荷をロイヤリストに捕獲されていたので、それを取り返すためにこの地域に派遣されてきていた。ウィリアムソン隊は500名以上であり、ナインティシックスの町近くに防御柵を施した砦を構築し、それを1,900名ほとのロイヤリスト部隊が取り囲んだ。
この戦争の初期段階や南部田園地帯のゲリラ戦は、戦争の中盤以降のものほど残酷なものにはなっていなかったので、この包囲戦は散漫に行われ、実質的に手詰まりとなった。ロイヤリスト部隊は4名が戦死し、20名が負傷したところで、2日後には撤退した。愛国者部隊は1人が戦死し、12名が負傷した。愛国者部隊も海岸部に撤退したが、それから間もない愛国者側の大きな遠征により、ロイヤリスト指導層の多くが逮捕されるか、逃亡した。

## 背景
1775年4月、アメリカ独立戦争がマサチューセッツ湾植民地で始まったとき、サウスカロライナ植民地の自立した民衆はそれへの対応で2つに分かれた。海岸部に住んでいたイギリス系住民の多くは中立を採るか、反乱側を支持し、田園部に住んでいたかなりの数の住人は、その多くがドイツ系やスコットランドからの移民であり、反乱に反対の立場を採った。田園部のロイヤリストを指導したのがトマス・フレッチオールであり、英国王および議会に抵抗しようという愛国者側に対抗する声高き活動家だった。1775年8月までに植民地内の愛国者とロイヤリストの間に生じた緊張関係は、双方がかなりの勢力の民兵隊を立ち上げるまでに高まっていた。
それまで起きた事件はほとんど暴力を伴わないものであり、リンチのような孤立した事例があるだけだったが、双方は弾薬の支配を巡って緊張感を高めていた。8月初旬に植民地安全委員会がウィリアム・ヘンリー・ドレイトンとウィリアム・テネント牧師をナインティシックスの町に派遣し、田園部での愛国者の支援を糾合し、成長しつつあったロイヤリスト勢力を抑圧しようした。ドレイトンは9月にフレッチオールと交渉して、一時的な休戦を取り付けることができた。
9月15日、愛国者側民兵隊がチャールストン港を見下ろす重要な砦であるジョンソン砦を占領した。植民地総督のウィリアム・キャンベルは植民地議会を解散させ、自らの安全が脅かされることを怖れて、イギリス海軍のスループ・オブ・ウォーHMSタマーに逃げ込んだ。このことで愛国者側が支配する安全委員会が植民地の首都を抑えた。委員会はチャールストン港岸の防御を改良し拡張し始めた。11月11日と12日には愛国者の陣地と港に浮かぶイギリス海軍艦船の間で砲撃戦が行われたが、双方に被害は出なかった。
10月に安全委員会がチェロキー族インディアンに届けることを意図した火薬と銃弾の積荷をロイヤリストが捕獲したことで、事態はは悪化していった。委員会はその物資を取り返すために大規模な派遣部隊を編成することで応えた。12月8日、カムデン民兵隊の指揮官リチャード・リチャードソン大佐を派遣することを決め、積荷を取り返し、ロイヤリスト指導者を逮捕させることにした。

## 包囲戦
リチャードソンがその部隊を集めている間に、田園部で既に兵士を徴募していたアンドリュー・ウィリアムソンは火薬が捕獲されたことを知った。ウィリアムソンは560名を率いて11月19日早くにナインティシックスに到着した。この小さな町は防御に適していないと判断したウィリアムソンはジョン・サベージのプランテーションに宿営地を作った。そこは部隊の所有する3門の旋回砲に射界を提供していた。そこに間に合わせの防御柵の構築を命じて砦化を始めた。ロイヤリスト側の兵員徴募はもっと進んでおり、パトリック・カニンガム大尉とジョセフ・ロビンソン少佐が、さらに大きなロイヤリスト部隊（推計1,900名）を率いてナインティシックスに向かっていることをウィリアムソンは知った。その日に作戦会議が開かれ、愛国者部隊の指導層はロイヤリスト部隊と対峙するような出撃をしないことに決めた。ロイヤリスト部隊は翌日到着し、愛国者部隊の宿営地を包囲した。

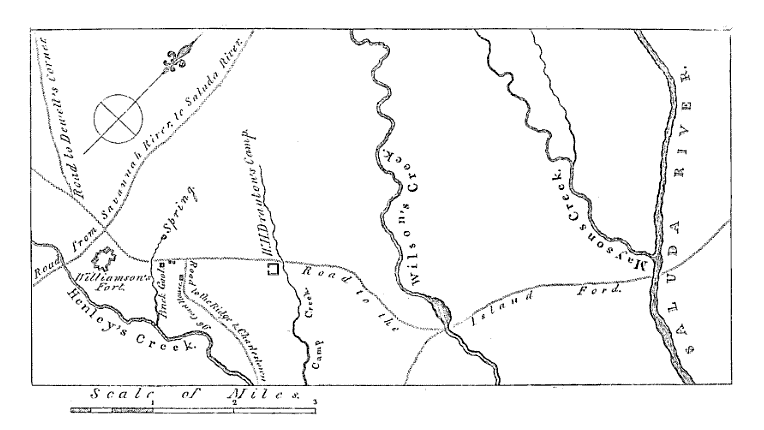
ウィリアムソンの砦などナインティシックスの周辺を示す地図

愛国者民兵2人が防御柵の外でロイヤリストに捕まった時は、双方の指揮官層が睨み合いを終わらせるための交渉を行っている最中だった。このことで約2時間続いていた砲撃戦が止んだ。翌朝両軍は長射程での銃撃戦を再開した。ロイヤリスト部隊は火を付けて煙幕を張り、防御柵に近付こうとした。この作戦は湿った地面のためにうまくいかなかった。ロイヤリストは次に大きな木製の盾を構築し、その背後から砦に近付いて焼夷弾を投げ込もうとしたが、「自分達の装置に火を付けた」だけに終わった。ある証言では愛国者部隊の大砲には耐えられなかったとされている。
11月21日午後、愛国者部隊は作戦会議を開き、その夜に襲撃を行うことに決めた。その日の日没時にロイヤリスト側から休戦の旗を持った一人の使者が近付いてきたとき、愛国者側は作戦の準備をしていた。このときは翌朝再度会合を開くこと以外に何も決まらなかった。その翌朝の会合で、ロイヤリストはサルーダ川を渡って撤退することに合意し、愛国者部隊は砦を破壊することに合意した。両軍は11月2日以降に捕獲していた捕虜を交換し、互いの政治的指導者との通信を妨害しないことにした。愛国者側指揮官達はその旋回砲を差し出すことも要求されたが、それらは3日後に返還された。この休戦には両軍の補強部隊にも適用されることになっていたが、安全委員会はリチャードソン大佐の部隊にはこの条項が当てはまらないと主張した。

## 戦いの後
ロイヤリスト部隊が何故休戦の交渉を選んだかは不明のままである。キャンベル総督はロイヤリスト部隊に実効ある指導者がいなかったと言い、歴史家のマーティン・キャンはリチャードソン大佐の部隊が準備をしており、あるいは接近していたからだったと推測した。リチャードソンは2,500名を動員しており、11月末にはそれが4,000名以上にもなっていた。この部隊が田園部を確保し、ロイヤリスト指導層の大半を逮捕するか追い出すかした。この一連の動きは地域に15インチ (38 cm) の雪が降った12月22日に事実上終わった。リチャードソンの兵士達は雪の備えが無く、低地に戻っていくのが難しくなっていた。
リチャードソンの遠征隊から逃れたロイヤリスト指導者の中で、最も著名な者がトマス・ブラウンであり、西フロリダに逃亡し、そこでイギリスに仕える正規兵と非正規兵の部隊に合流した。これら一連の出来事で、アパラチア南部でのロイヤリストの大規模な活動は終わることになったが、その後の年月では多くのやり方で内戦状態が次第に残酷なものに変わっていった。1780年のチャールストン包囲戦の後、ナインティシックスはイギリス軍の前進基地となり、1781年には大陸軍のナサニエル・グリーン将軍が指揮する部隊が町を包囲した（第二次ナインティシックス包囲戦）。グリーンはイギリス軍救援部隊の接近で包囲を止めることになったが、それから間もなくイギリス軍はナインティシックスを放棄した。